# 郝繪
郝繪（14世紀—1420年代），字文綵，河南開封府洧川縣人，明朝政治人物。

## 生平
郝繪是宣德元年（1426年）舉人，二年（1427年）聯捷進士，獲授雲南道監察御史，有蹇諤風範，因病去世。

## 引用
1. 1 2  嘉慶《洧川縣志·卷六·人物志》：郝繪，字文綵，生有異質，穎悟不凡，宣德中舉於鄉，尋成進士，授雲南道監察御史，有蹇諤風，以疾卒。
2. ↑  嘉慶《洧川縣志·卷五·選舉志》：進士……郝繪 宣德八年癸丑科【二年丁未科】，官雲南道監察御史，有傳……舉人……郝繪